# Kanton Albi-Nord-Ouest
Kanton Albi-Nord-Ouest is een voormalig kanton van het Franse departement Tarn. Kanton Albi-Nord-Ouest maakte deel uit van het arrondissement Albi en telde 11.570 inwoners in 1999. Het werd opgeheven bij decreet van 17 februari 2014 met uitwerking op 22 maart 2015.

## Gemeenten
Het kanton Albi-Nord-Ouest omvatte de volgende gemeenten:
- Albi (deels, hoofdplaats)
- Cagnac-les-Mines
- Castelnau-de-Lévis
- Mailhoc
- Milhavet
- Sainte-Croix
- Villeneuve-sur-Vère